# Anabas
Genre
Anabas est un genre de poissons asiatiques d'eau douce  de la famille des Anabantidae qui ne comporte que deux espèces.

## Description

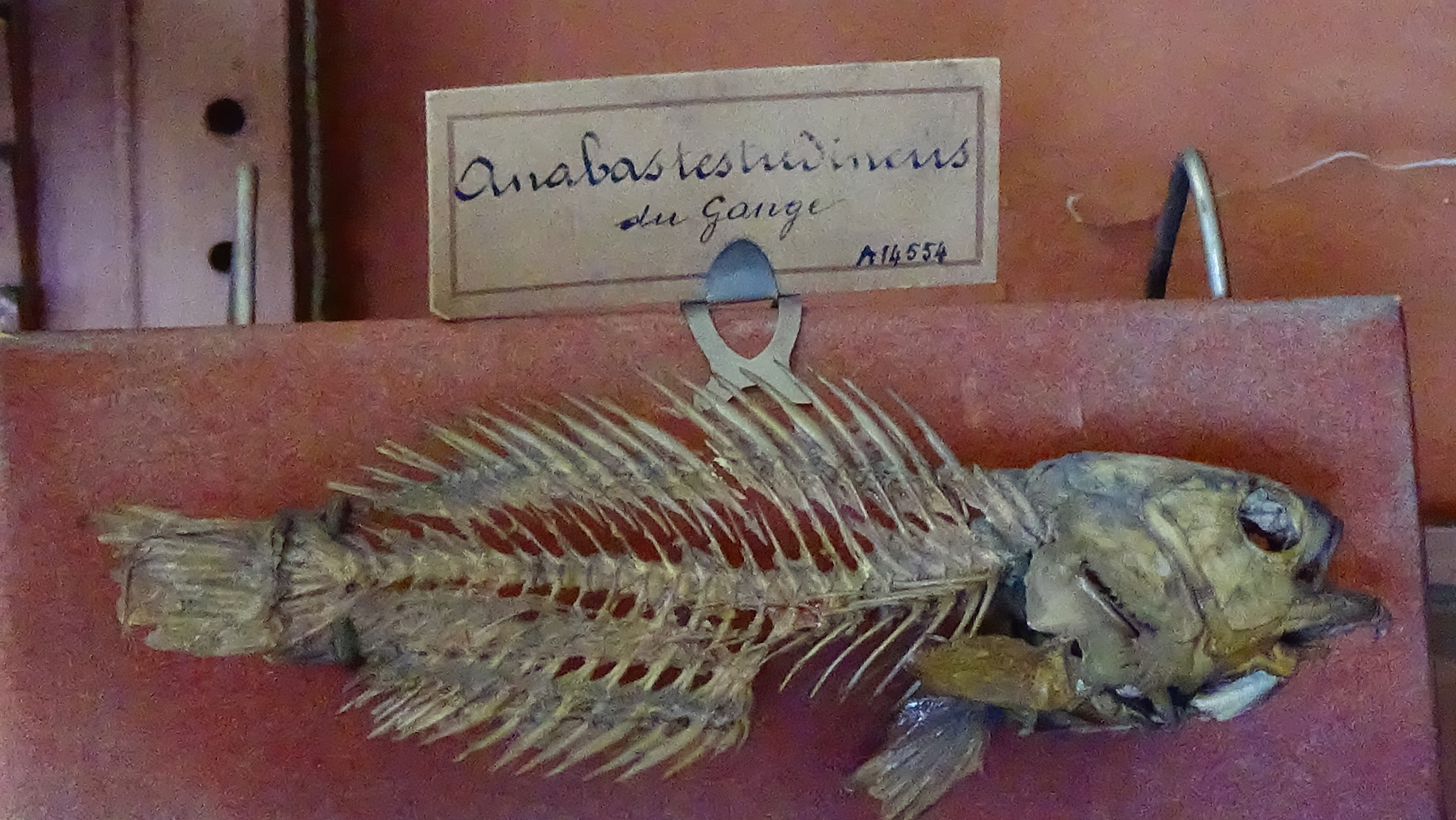
Anabas testudineus - squelette conservé au Muséum National d'Histoire Naturelle (MNHN) de Paris

Les poissons du genre Anabas mesurent de 25 à 30 cm selon les espèces.

## Liste des espèces
- Anabas cobojius (Hamilton, 1822)
- Anabas testudineus (Bloch, 1792) - Perche grimpeuse